# Piața Montreal (stație de metrou)
Piața Montreal este o stație de metrou din București. Se află în Sectorul 1, de-a lungul Bulevardului Mărăști, în apropierea Parcului Regele Mihai I al României și a Casei Scânteii. Termenul estimat de punere în funcțiune era a doua jumătate a anului 2021.
În februarie 2023 lucrările de construcție au început.